# 50.º governo da Monarquia Constitucional
O 50.º governo da Monarquia Constitucional e também conhecido como a primeira fase do 24.º governo desde a Regeneração, nomeado a 25 de junho de 1900 e exonerado a 28 de fevereiro de 1903, foi presidido por Ernesto Hintze Ribeiro. 
A sua constituição era a seguinte:
| Cargo                                                                                 | Detentor | Detentor                                          | Período                                          |
| ------------------------------------------------------------------------------------- | -------- | ------------------------------------------------- | ------------------------------------------------ |
| Presidente do Conselho de Ministros                                                   |          | Ernesto Hintze Ribeiro (1849–1907)                | 25 de junho de 1900 a 28 de fevereiro de 1903    |
| Ministro e Secretário de Estado dos Negócios do Reino                                 |          | Ernesto Hintze Ribeiro (1849–1907)                | 25 de junho de 1900 a 28 de fevereiro de 1903    |
| Ministro e Secretário de Estado dos Negócios Eclesiásticos e de Justiça               |          | Artur de Campos Henriques (1852–1922)             | 25 de junho de 1900 a 28 de fevereiro de 1903    |
| Ministro e Secretário de Estado dos Negócios da Fazenda                               |          | Anselmo de Andrade (1844–1928)                    | 25 de junho de 1900 a 30 de novembro de 1900     |
| Ministro e Secretário de Estado dos Negócios da Fazenda                               |          | Fernando Matoso dos Santos (1849–1921)            | 30 de novembro de 1900 a 28 de fevereiro de 1903 |
| Ministro e Secretário de Estado dos Negócios da Guerra                                |          | Luís Augusto Pimentel Pinto (1843–1913)           | 25 de junho de 1900 a 28 de fevereiro de 1903    |
| Ministro e Secretário de Estado dos Negócios da Marinha e Ultramar                    |          | António Teixeira de Sousa (1857–1917)             | 25 de junho de 1900 a 28 de fevereiro de 1903    |
| Ministro e Secretário de Estado dos Negócios Estrangeiros                             |          | João Arroio (1861–1930)                           | 25 de junho de 1900 a 1 de junho de 1901         |
| Ministro e Secretário de Estado dos Negócios Estrangeiros                             |          | Fernando Matoso dos Santos (interino) (1849–1921) | 1 de junho de 1901 a 28 de fevereiro de 1903     |
| Ministro e Secretário de Estado dos Negócios das Obras Públicas, Comércio e Indústria |          | José Pereira dos Santos (1855–1927)               | 25 de junho de 1900 a 30 de novembro de 1900     |
| Ministro e Secretário de Estado dos Negócios das Obras Públicas, Comércio e Indústria |          | Manuel Francisco de Vargas (1849–1921)            | 30 de novembro de 1900 a 28 de fevereiro de 1903 |